# Miracoli di San Demetrio

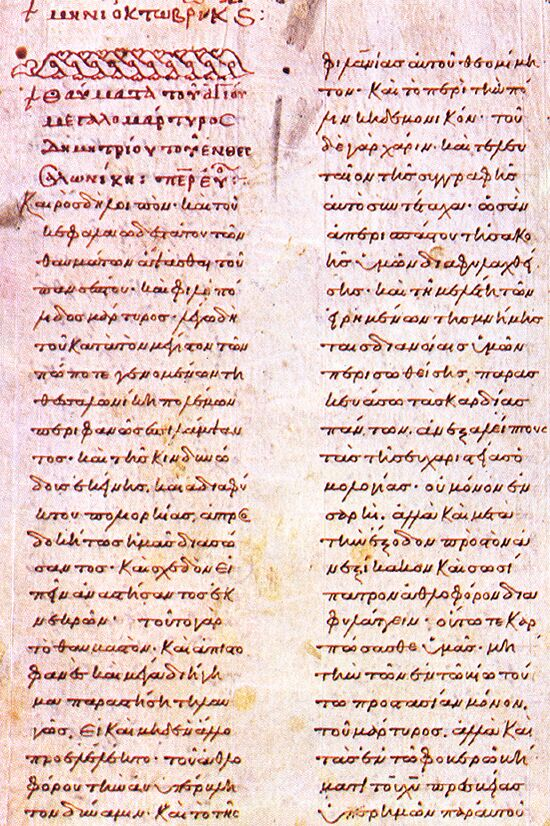
Folio dei Miracoli, dal manoscritto Vaticanus graecus 797

I Miracoli di San Demetrio (in latino Miracula Sancti Demetrii) è una raccolta di omelie, redatte in greco, narranti i miracoli attribuiti al santo patrono di Tessalonica, San Demetrio. Realizzata nel VII secolo, si tratta di una opera unica per quanto concerne la storia della città e dei Balcani più in generale, di particolare valore soprattutto per la ricostruzione delle invasioni slave tra la fine del VI e il VII secolo, che sono trascurate dalle altre fonti coeve. 

## Data e contenuto

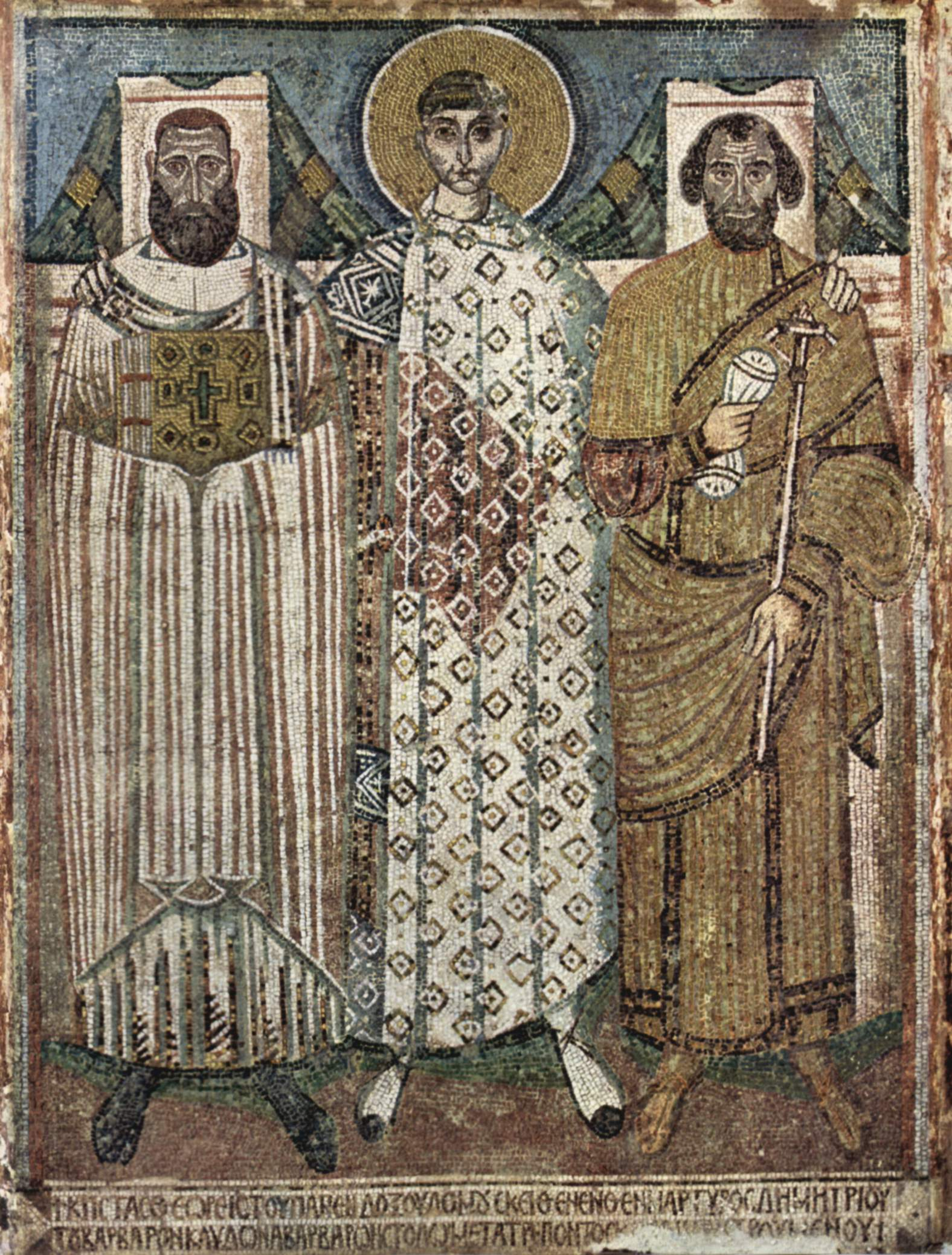
Mosaico del VII secolo della cattedrale di San Demetrio a Salonicco, raffigurante il santo in compagnia del vescovo (a sinistra), spesso identificato con Giovanni, e il governatore (a destra) della città

I Miracoli sono costituiti da due libri. Il primo fu compilato approssimativamente tra il 610 e il 620 da Giovanni, arcivescovo di Tessalonica, mentre il secondo è databile agli anni ottanta del VII secolo. Il primo libro narra quindici episodi di intervento miracoloso di San Demetrio a salvaguardia di Tessalonica, la maggior parte dei quali si sarebbero verificati sotto l'episcopato del predecessore di Giovanni, Eusebio, segnato da epidemie di peste e l'assedio della città da parte degli Sclaveni (proto-Slavi meridionali) e Avari. Questi episodi sono stati redatti sotto forma di omelie o sermoni, in modo che potessero essere letti pubblicamente alla popolazione cittadina per provare la presenza attiva del Santo con la narrazione delle sue intercessioni miracolose a salvaguardia della città.
Il secondo libro presenta notevoli differenze stilistiche rispetto al primo, e si avvicina maggiormente a un effettivo resoconto storico, il che lascia pensare che l'autore anonimo fosse stato testimone oculare degli eventi o stesse usando annali scritti o testimonianze oculari come fonti per gli eventi descritti, ovverossia le invasioni che portarono all'insediamento degli Slavi nei Balcani, nonché i numerosi assedi di Tessalonica da parte di Slavi e Avari, culminanti nell'imponente assalto slavo intorno al 677. Mentre nel Libro I Giovanni raffigura gli Slavi in modo vago e stereotipato come generici barbari, l'autore anonimo del Libro II dimostra di possedere conoscenze di gran lunga più approfondite su di loro e sulle loro suddivisioni tribali, citando per nome le varie tribù slave che si erano insediate nei dintorni della città e definendole "i nostri vicini". A causa dei notevoli cambiamenti in stile e contenuto, il secondo libro ricevette un interesse minore rispetto al primo da parte dei copisti nei secoli successivi, e sopravvive in un solo manoscritto.
I Miracoli costituiscono una fonte storica di notevole valore. Secondo l'autorevole studioso dei Balcani medievali Dimitri Obolensky, "in nessun altra opera coeva si troveranno informazioni così precise e di prima mano sull'organizzazione militare e la topografia di Tessalonica nel corso di uno dei secoli più drammatici della sua storia; sui metodi di combattimento e le tecniche di assedio usate nelle guerre balcaniche dell'epoca; e sulla strategia e tattiche dei barbari del nord che, spingendosi verso sud in ondate successive per valli fluviali e attraverso passi di montagna, cercarono nei secoli VI e VII di trovare sistemazione nella mite zona costiera egea e di prendere possesso della principale metropoli che era sempre sfuggita alla loro presa. E ci possono essere pochi documenti provenienti dal mondo cristiano del Medioevo in cui la credenza da parte dei cittadini di una città assediata di essere posti sotto la protezione soprannaturale di un santo patrono è così vividamente e struggentemente espressa."
Il secondo libro contiene, inoltre, informazioni di valore sulla seconda basilica dedicata in onore di San Demetrio, prima di essere distrutta da un incendio nel 629/634. Alcuni dei resti della chiesa, soprattutto i mosaici, furono riciclati in occasione della ricostruzione del luogo di culto. Alcuni studiosi ritengono che uno dei mosaici ritragga l'arcivescovo Giovanni, l'autore del Libro I dei Miracoli.
La principale edizione critica è quella a cura di Paul Lemerle, in due volumi (testo e commenti), Les plus anciens recueils des miracles de saint Démétrius et la pénétration des Slaves dans les Balkans, Éditions du Centre National de la Recherche Scientifique, Parigi, 1979–1981, 268 pagine.